# 산요 전기철도 아보시선
아보시선 (網干線)은 시카마역에서 산요아보시역까지를 연결하는 산요전기철도의 철도선이다. 전선이 효고현 히메지 시내에 있다. 역 넘버링에서 사용되는 노선 기호는 SY.

## 노선 데이터
- 노선거리: 8.5 km
- 궤간: 1,435mm
- 역수:7역(기종점역 포함)
- 복선 구간: 없음(전선 단선)
- 전화 구간: 전선전화(직류 1500V)
- 폐색 방식:자동 폐색식
- 운행 관리 시스템: SANTICS(산틱스: Sanyo Traffic and Information Control System)
- 최고 속도: 90 km/h

## 운행 형태
망간선내의 시카마역 - 산요망간역간만의 운행으로, 도중역이 시발·종착이 되는 열차는 없다. 평일의 러쉬시는 12분 간격, 일중 시간대와 토요일·휴일은 1시간당 4개(15분 간격)로 운행되고 있다.

## 역사
- 1937년(쇼와 12년) 5월 25일: 철도 면허장 언덕(전철 시카마역-구호군 아사히마 동력 기와 힘)
- 1940년(쇼와 15년)
- 10월 15일: 전철 시카마역-유메마에가와역간 개업.
- 12월 23일:유메마에가와역-닛테츠마에(가)역간이 개업.
- 1941년(쇼와 16년)
- 4월 27일: 닛테츠마에(가)역-전철 텐만역간 개업. 닛테츠마에(가)역을 이전해 히로하타역으로 개칭.
- 7월 6일: 전철 텐만역 - 전철 아바시리역 사이가 개업하여 전통.
- 1991년(헤세이 3년) 4월 7일: 산요 히메지역과의 직통 열차 폐지. 전철 시카마역을 시카마역, 전철텐만역을 산요텐만역, 전철망간역을 산요망간역으로 개칭.
- 1995년(헤세이 7년)
- 1월 17일 : 한신·아와지 대지진으로 전선 불통이 된다.
- 1월 18일: 전선 운전 재개.
- 6월 16일: 원맨 운전 개시.
- 2011년(2011년)
- 3월 1일：역 구내의 흡연 코너를 폐지해, 역 구내를 전면 금연화.
- 2014년(2014년) 4월 1일: 전역에 역 넘버링을 도입.
- 2019년(2019년) 2월 28일: 당 노선의 주력이었던 3200형의 운용이 종료한다. 다음날부터는 주간의 운용으로, 1운용 이상은 반드시 6000계가 담당하게 되었다.

## 역 목록
- 전역 효고현 히메지 시내에 소재.
- 보통차만 운전, 전열차가 각 역에 정차.
- 선내의 모든 역에서 열차 교환이 가능.
- 역번호는 2014년 4월 1일부터 도입 [10].
- 2000년 이후, 시카마·산요 망간역 이외의 망간선의 역에서는 역원의 상주가 없어져 역원은 순회해 대응하고 있다.

| 역명         | 일본어 역명 | 접속 노선          | 역간 거리 | 누적 거리 |
| ------------ | ----------- | ------------------ | --------- | --------- |
| 시카마       | 飾磨        | 산요 전기철도 본선 | -         | 0.0       |
| 니시시카마   | 西飾磨      |                    | 2.4       | 2.4       |
| 유메사키가와 | 夢前川      |                    | 1.2       | 3.6       |
| 히로하타     | 広畑        |                    | 1.1       | 4.7       |
| 산요텐마     | 山陽天満    |                    | 0.9       | 5.6       |
| 히라마쓰     | 平松        |                    | 1.7       | 7.3       |
| 산요아보시   | 山陽網干    |                    | 1.2       | 8.5       |